# 八街郵便局
八街郵便局（やちまたゆうびんきょく）は、千葉県八街市にある郵便局。民営化前の分類では集配普通郵便局であった。

## 概要
住所：〒289-1199 千葉県八街市八街ほ234

## 沿革
- 1880年（明治13年）5月20日 - 八街ノ内実住（やちまたのうちみすみ）郵便局（五等）として開設[1]。
- 1885年（明治18年）6月10日 - 貯金取扱を開始。
- 1886年（明治19年）6月1日 - 八街村実住郵便局に改称。
- 1888年（明治21年）12月12日 - 実住郵便局に改称。
- 1890年（明治23年）12月16日 - 為替取扱を開始。
- 1893年（明治26年）7月1日 - 八街郵便局に改称。
- 1967年（昭和42年）7月4日 - 電話交換および和文電報配達事務を八街電報電話局に移管[2]。
- 1969年（昭和44年）6月1日 - 特定郵便局から普通郵便局に局種別改定。
- 1998年（平成10年）9月1日 - 外国通貨の両替および旅行小切手の売買に関する業務取扱を開始。
- 2007年（平成19年）10月1日 - 民営化に伴い、併設された郵便事業八街支店に一部業務を移管。
- 2012年（平成24年）10月1日 - 日本郵便株式会社発足に伴い、郵便事業八街支店を八街郵便局に統合。

## 取扱内容
- 郵便、印紙、ゆうパック、内容証明
- 貯金、為替、振替、振込、国際送金、外貨両替・トラベラーズチェック、国債、投資信託
- 生命保険、バイク自賠責保険、自動車保険、変額年金保険、がん保険、引受条件緩和型医療保険
- ゆうちょ銀行ATM
- 八街市内の集配業務
- ゆうゆう窓口

## 周辺
- 八街市役所
- 千葉黎明高等学校
- 八街市立八街中学校
- 八街市立八街中央中学校
- 国道409号

## アクセス
- JR総武本線 八街駅から徒歩約5分
- 東関東自動車道 佐倉ICから南東へ約10km、富里ICから南へ約11km、千葉東金道路 山武成東ICから北西へ約9km
- 駐車場あり：11台